# Grobler
Grobler je priimek v Sloveniji, ki ga je po podatkih Statističnega urada Republike Slovenije na dan 1. januarja 2010 uporabljalo 56 oseb in je med vsemi priimki po pogostosti uporabe uvrščen na 6.936. mesto.

## Znani nosilci priimka
- Alfred Grobler, udeleženec Zbora odposlancev slovenskega naroda v Kočevju
- Ana Grobler (*1976), novomedijska umetnica (videastka, slikarka, kuratorka)
- Anton Grobler, strojnik
- Marko Grobler, kantavtor, glasbenik
- Mirko Grobler (1922—1962), filmski režiser, scenarist in montažer